# Accidente del DHC-6 Twin Otter de la Fuerza Aérea del Perú en 2007
El accidente del DHC-6 Twin Otter de la Fuerza Aérea del Perú en 2007 ocurrió el 24 de mayo en el sur del departamento de Loreto cuando realizaba vuelos de acción cívica en la selva amazónica.

## Descripción
Las FAP se encontraban realizando vuelos para ayudar a los pobladores que vivían en las riveras de los ríos de la provincia de Ucayali, departamento de Loreto, un área desprovista de conexión terrestre. En la avioneta iba entre tripulación y pasajeros 20 personas.
El accidente ocurrió cerca a la localidad de Nuevo Canchahuaya, cuando la avioneta colisionó contra el cerro Canchahuayo debido al mal tiempo, entre la sierra de Contamana y la sierra del Divisor. Cuando ocurrió el accidente, comuneros locales y miembros de la Policía Nacional del Perú acudieron al sitio de la tragedia, se registró 13 muertos, el rescate de los supervivientes fue aún más difícil, ya que el terreno montañoso y selvático dificultaba la labor. El 27 de mayo se llegó a rescatar a siete personas, que serían el resto de la tripulación que pudo sobrevivir.

## Investigaciones posteriores
El Ministro de Defensa Allan Wagner, comunicó que para las labores de la operación participaron brigadas de rescate, de los sobrevivientes uno fue rescatado mediante helicóptero y los otros con las patrullas terrestres.

## Víctimas
Los heridos fueron trasladados a centros médicos de Pucallpa y Contamana, posteriormente se consiguió la lista completa de las personas que estaban en el avión:
| Los nombres de los que estaban en el vuelo DHC-6 Twin Otter |
| --- |
| Tripulantes: 1.- Rodrigo Cárdenas Núñez (Piloto), Cap. FAP. Ricardo Caro Peña (Copiloto) y Técnico Raúl Toledo Vásquez. (Técnico) |
| Pasajeros:Antonio Hermes Soto, Maria Armas Gonzáles, Humberto Hidalgo G., Sergio Horacio Ramos Gonzáles, Marcos Morales La Rosa, Patricio Toro Gil, Diana Jholy Ocoña, José Heredia Morey, Richard Castro García, Marta Grández Pérez, Janet Zevallos Dávila, Delfina Vásquez Tananta, Jorge Arellano Sánchez, Meri Núñez Cárdenas, Carlos Mera Ríos y Juan Saavedra Mera |